# Väinö Hovi
Väinö Toivo Hovi, född 29 september 1913 i Mola, död 11 juli 1982 i Åbo, var en finländsk fysiker.
Hovi blev filosofie kandidat 1938 och deltog i krigen 1939–1944 som frontofficer. Han återupptog studierna och disputerade 1948 på en avhandling om blandkristallers bildningsvärme där mätningarna gjordes med en differentialkalorimeter.
Han var 1953–1977 professor i fysik vid Åbo universitet och inriktade sin forskning på fasta tillståndets fysik. Tack vare hans insatser började man i Finland ägna sig åt forskning kring låga temperaturer, och 1957 kunde man i Åbo för första gången i Norden åstadkomma flytande helium. Samma år var Hovi den drivande kraften då Wihurin fysiikantutkimuslaitos ("Wihuri fysikforskningsinstitution") grundades vid Åbo universitet. Hovis intressen för fasta tillståndets fysik, kärnmagnetisk resonansteknik och kvantoptik lockade många forskare till hans laboratorium och dessa impulser spreds senare med eleverna till övriga universitet och forskningsinstitut i Finland.